# Tournoi féminin de Dubaï de rugby à sept 2021 (décembre)
Ne doit pas être confondu avec Tournoi de Dubaï de rugby à sept 2021 (décembre) ou Tournoi féminin de Dubaï de rugby à sept 2021 (novembre).
Navigation
2021 (nov.)
Le deuxième Tournoi féminin de Dubaï de rugby à sept 2021 est la deuxième étape de la saison 2022 du circuit féminin des World Rugby Sevens Series. Elle se déroule sur deux jours du 3 au 4 décembre 2021 au The Sevens Stadium de Dubaï. Un premier tournoi est organisé la semaine précédente, dans les mêmes conditions.
Cette édition est remportée par l'Australie, après avoir battu les Fidji en finale.
Alors que la première étape se déroulait à huis clos, le public fait cette semaine son retour au stade.

## Équipes participantes
Dix équipes participent au tournoi :
- Australie
- Brésil
- Canada
- Espagne
- États-Unis
- Fidji
- France
- Grande-Bretagne[Note 1]
- Irlande
- Russie

L'équipe de Nouvelle-Zélande ne participe pas au tournoi, en raison des difficultés de déplacements liées à la pandémie de Covid-19.

## Tournoi principal

### Phase de poules

#### Poule A
| Rang | Pays      | J | V | N | D | Pm  | Pe  | Diff | Pts |
| ---- | --------- | - | - | - | - | --- | --- | ---- | --- |
| 1    | Australie | 4 | 4 | 0 | 0 | 153 | 24  | +129 | 12  |
| 2    | Russie    | 4 | 3 | 0 | 1 | 86  | 60  | +26  | 10  |
| 3    | Espagne   | 4 | 2 | 0 | 2 | 50  | 102 | -52  | 8   |
| 4    | Canada    | 4 | 1 | 0 | 3 | 39  | 90  | -51  | 6   |
| 5    | Brésil    | 0 | 0 | 0 | 0 | 38  | 90  | -52  | 4   |

|  | Qualifiée pour la finale        |
|  | Reversée en match de classement |

| 3 décembre 2021 9 h 0 UTC+04:00 | Russie | 17 - 5 | Brésil | The Sevens Stadium (terrain 1), Dubaï |
| 3 décembre 2021 9 h 0 UTC+04:00 |        |        |        | The Sevens Stadium (terrain 1), Dubaï |
| 3 décembre 2021 9 h 0 UTC+04:00 |        |        |        | The Sevens Stadium (terrain 1), Dubaï |

| 3 décembre 2021 9 h 22 UTC+04:00 | Australie | 40 - 0 | Espagne | The Sevens Stadium (terrain 1), Dubaï |
| 3 décembre 2021 9 h 22 UTC+04:00 |           |        |         | The Sevens Stadium (terrain 1), Dubaï |
| 3 décembre 2021 9 h 22 UTC+04:00 |           |        |         | The Sevens Stadium (terrain 1), Dubaï |

| 3 décembre 2021 12 h 24 UTC+04:00 | Russie | 38 - 17 | Espagne | The Sevens Stadium (terrain 1), Dubaï |
| 3 décembre 2021 12 h 24 UTC+04:00 |        |         |         | The Sevens Stadium (terrain 1), Dubaï |
| 3 décembre 2021 12 h 24 UTC+04:00 |        |         |         | The Sevens Stadium (terrain 1), Dubaï |

| 3 décembre 2021 12 h 46 UTC+04:00 | Australie | 52 - 0 | Canada | The Sevens Stadium (terrain 1), Dubaï |
| 3 décembre 2021 12 h 46 UTC+04:00 |           |        |        | The Sevens Stadium (terrain 1), Dubaï |
| 3 décembre 2021 12 h 46 UTC+04:00 |           |        |        | The Sevens Stadium (terrain 1), Dubaï |

| 3 décembre 2021 19 h 7 UTC+04:00 | Canada | 10 - 12 | Espagne | The Sevens Stadium (terrain 1), Dubaï |
| 3 décembre 2021 19 h 7 UTC+04:00 |        |         |         | The Sevens Stadium (terrain 1), Dubaï |
| 3 décembre 2021 19 h 7 UTC+04:00 |        |         |         | The Sevens Stadium (terrain 1), Dubaï |

| 3 décembre 2021 20 h 5 UTC+04:00 | Australie | 35 - 7 | Brésil | The Sevens Stadium (terrain 1), Dubaï |
| 3 décembre 2021 20 h 5 UTC+04:00 |           |        |        | The Sevens Stadium (terrain 1), Dubaï |
| 3 décembre 2021 20 h 5 UTC+04:00 |           |        |        | The Sevens Stadium (terrain 1), Dubaï |

| 4 décembre 2021 9 h 0 UTC+04:00 | Brésil | 14 - 21 | Espagne | The Sevens Stadium (terrain 1), Dubaï |
| 4 décembre 2021 9 h 0 UTC+04:00 |        |         |         | The Sevens Stadium (terrain 1), Dubaï |
| 4 décembre 2021 9 h 0 UTC+04:00 |        |         |         | The Sevens Stadium (terrain 1), Dubaï |

| 4 décembre 2021 9 h 22 UTC+04:00 | Russie | 14 - 12 | Canada | The Sevens Stadium (terrain 1), Dubaï |
| 4 décembre 2021 9 h 22 UTC+04:00 |        |         |        | The Sevens Stadium (terrain 1), Dubaï |
| 4 décembre 2021 9 h 22 UTC+04:00 |        |         |        | The Sevens Stadium (terrain 1), Dubaï |

| 4 décembre 2021 12 h 51 UTC+04:00 | Brésil | 12 - 17 | Canada | The Sevens Stadium (terrain 1), Dubaï |
| 4 décembre 2021 12 h 51 UTC+04:00 |        |         |        | The Sevens Stadium (terrain 1), Dubaï |
| 4 décembre 2021 12 h 51 UTC+04:00 |        |         |        | The Sevens Stadium (terrain 1), Dubaï |

| 4 décembre 2021 13 h 13 UTC+04:00 | Australie | 26 - 17 | Russie | The Sevens Stadium (terrain 1), Dubaï |
| 4 décembre 2021 13 h 13 UTC+04:00 |           |         |        | The Sevens Stadium (terrain 1), Dubaï |
| 4 décembre 2021 13 h 13 UTC+04:00 |           |         |        | The Sevens Stadium (terrain 1), Dubaï |

#### Poule B
| Rang | Pays            | J | V | N | D | Pm  | Pe  | Diff | Pts |
| ---- | --------------- | - | - | - | - | --- | --- | ---- | --- |
| 1    | Fidji           | 4 | 4 | 0 | 0 | 79  | 58  | +21  | 12  |
| 2    | France          | 4 | 3 | 0 | 1 | 102 | 29  | +73  | 10  |
| 3    | États-Unis      | 4 | 2 | 0 | 2 | 71  | 78  | -7   | 8   |
| 4    | Irlande         | 4 | 1 | 0 | 3 | 55  | 89  | -34  | 6   |
| 5    | Grande-Bretagne | 4 | 0 | 0 | 4 | 61  | 114 | -53  | 4   |

|  | Qualifiée pour la finale        |
|  | Reversée en match de classement |

| 3 décembre 2021 9 h 0 UTC+04:00 | France | 33 - 12 | Grande-Bretagne | The Sevens Stadium (terrain 2), Dubaï |
| 3 décembre 2021 9 h 0 UTC+04:00 |        |         |                 | The Sevens Stadium (terrain 2), Dubaï |
| 3 décembre 2021 9 h 0 UTC+04:00 |        |         |                 | The Sevens Stadium (terrain 2), Dubaï |

| 3 décembre 2021 9 h 22 UTC+04:00 | Fidji | 24 - 19 | Irlande | The Sevens Stadium (terrain 2), Dubaï |
| 3 décembre 2021 9 h 22 UTC+04:00 |       |         |         | The Sevens Stadium (terrain 2), Dubaï |
| 3 décembre 2021 9 h 22 UTC+04:00 |       |         |         | The Sevens Stadium (terrain 2), Dubaï |

| 3 décembre 2021 11 h 40 UTC+04:00 | France | 29 - 0 | Irlande | The Sevens Stadium (terrain 1), Dubaï |
| 3 décembre 2021 11 h 40 UTC+04:00 |        |        |         | The Sevens Stadium (terrain 1), Dubaï |
| 3 décembre 2021 11 h 40 UTC+04:00 |        |        |         | The Sevens Stadium (terrain 1), Dubaï |

| 3 décembre 2021 12 h 2 UTC+04:00 | Fidji | 21 - 12 | États-Unis | The Sevens Stadium (terrain 1), Dubaï |
| 3 décembre 2021 12 h 2 UTC+04:00 |       |         |            | The Sevens Stadium (terrain 1), Dubaï |
| 3 décembre 2021 12 h 2 UTC+04:00 |       |         |            | The Sevens Stadium (terrain 1), Dubaï |

| 3 décembre 2021 15 h 52 UTC+04:00 | États-Unis | 19 - 12 | Irlande | The Sevens Stadium (terrain 1), Dubaï |
| 3 décembre 2021 15 h 52 UTC+04:00 |            |         |         | The Sevens Stadium (terrain 1), Dubaï |
| 3 décembre 2021 15 h 52 UTC+04:00 |            |         |         | The Sevens Stadium (terrain 1), Dubaï |

| 3 décembre 2021 16 h 14 UTC+04:00 | Fidji | 17 - 15 | Grande-Bretagne | The Sevens Stadium (terrain 1), Dubaï |
| 3 décembre 2021 16 h 14 UTC+04:00 |       |         |                 | The Sevens Stadium (terrain 1), Dubaï |
| 3 décembre 2021 16 h 14 UTC+04:00 |       |         |                 | The Sevens Stadium (terrain 1), Dubaï |

| 4 décembre 2021 9 h 0 UTC+04:00 | Grande-Bretagne | 17 - 24 | Irlande | The Sevens Stadium (terrain 2), Dubaï |
| 4 décembre 2021 9 h 0 UTC+04:00 |                 |         |         | The Sevens Stadium (terrain 2), Dubaï |
| 4 décembre 2021 9 h 0 UTC+04:00 |                 |         |         | The Sevens Stadium (terrain 2), Dubaï |

| 4 décembre 2021 9 h 22 UTC+04:00 | France | 28 - 0 | États-Unis | The Sevens Stadium (terrain 2), Dubaï |
| 4 décembre 2021 9 h 22 UTC+04:00 |        |        |            | The Sevens Stadium (terrain 2), Dubaï |
| 4 décembre 2021 9 h 22 UTC+04:00 |        |        |            | The Sevens Stadium (terrain 2), Dubaï |

| 4 décembre 2021 12 h 7 UTC+04:00 | Grande-Bretagne | 17 - 40 | États-Unis | The Sevens Stadium (terrain 1), Dubaï |
| 4 décembre 2021 12 h 7 UTC+04:00 |                 |         |            | The Sevens Stadium (terrain 1), Dubaï |
| 4 décembre 2021 12 h 7 UTC+04:00 |                 |         |            | The Sevens Stadium (terrain 1), Dubaï |

| 4 décembre 2021 12 h 29 UTC+04:00 | Fidji | 17 - 12 | France | The Sevens Stadium (terrain 1), Dubaï |
| 4 décembre 2021 12 h 29 UTC+04:00 |       |         |        | The Sevens Stadium (terrain 1), Dubaï |
| 4 décembre 2021 12 h 29 UTC+04:00 |       |         |        | The Sevens Stadium (terrain 1), Dubaï |

### Phase finale
| 9e place 4 décembre 2021 17 h 4 UTC+04:00 | Brésil  | 26 - 24 | Grande-Bretagne | The Sevens Stadium (terrain 2), Dubaï |
| 9e place 4 décembre 2021 17 h 4 UTC+04:00 | Rapport |         |                 | The Sevens Stadium (terrain 2), Dubaï |
| 9e place 4 décembre 2021 17 h 4 UTC+04:00 |         |         |                 | The Sevens Stadium (terrain 2), Dubaï |

| 7e place 4 décembre 2021 16 h 19 UTC+04:00 | Canada  | 12 - 26 | Irlande | The Sevens Stadium (terrain 1), Dubaï |
| 7e place 4 décembre 2021 16 h 19 UTC+04:00 | Rapport |         |         | The Sevens Stadium (terrain 1), Dubaï |
| 7e place 4 décembre 2021 16 h 19 UTC+04:00 |         |         |         | The Sevens Stadium (terrain 1), Dubaï |

| 5e place 4 décembre 2021 16 h 41 UTC+04:00 | Espagne | 5 - 7 | États-Unis | The Sevens Stadium (terrain 1), Dubaï |
| 5e place 4 décembre 2021 16 h 41 UTC+04:00 | Rapport |       |            | The Sevens Stadium (terrain 1), Dubaï |
| 5e place 4 décembre 2021 16 h 41 UTC+04:00 |         |       |            | The Sevens Stadium (terrain 1), Dubaï |

| Médaille de bronze 4 décembre 2021 18 h 7 UTC+04:00 | Russie  | 5 - 28 | France | The Sevens Stadium (terrain 1), Dubaï |
| Médaille de bronze 4 décembre 2021 18 h 7 UTC+04:00 | Rapport |        |        | The Sevens Stadium (terrain 1), Dubaï |
| Médaille de bronze 4 décembre 2021 18 h 7 UTC+04:00 |         |        |        | The Sevens Stadium (terrain 1), Dubaï |

| Finale 4 décembre 2021 18 h 56 UTC+04:00 | Australie | 15 - 5 | Fidji | The Sevens Stadium (terrain 1), Dubaï |
| Finale 4 décembre 2021 18 h 56 UTC+04:00 | Rapport   |        |       | The Sevens Stadium (terrain 1), Dubaï |
| Finale 4 décembre 2021 18 h 56 UTC+04:00 |           |        |       | The Sevens Stadium (terrain 1), Dubaï |

## Classement final
| Rang               | Équipe          |
| ------------------ | --------------- |
| Médaille d'or      | Australie       |
| Médaille d'argent  | Fidji           |
| Médaille de bronze | France          |
| 4                  | Russie          |
| 5                  | États-Unis      |
| 6                  | Espagne         |
| 7                  | Irlande         |
| 8                  | Canada          |
| 9                  | Brésil          |
| 10                 | Grande-Bretagne |

## Joueuses

### Meilleures marqueuses
| Rang | Joueuse           | Essais |
| ---- | ----------------- | ------ |
| 1    | Alowesi Nakoci    | 6      |
| 1    | Charlotte Caslick | 6      |
| 1    | Faith Nathan      | 6      |
| 1    | Naya Tapper       | 6      |
| 1    | Thalia Costa      | 6      |

### Meilleures réalisatrices
| Rang | Joueuse           | Points |
| ---- | ----------------- | ------ |
| 1    | Jade Ulutule      | 42     |
| 2    | Sharni Williams   | 34     |
| 3    | Lucy Mulhall      | 31     |
| 4    | Alowesi Nakoci    | 30     |
| 4    | Charlotte Caslick | 30     |
| 4    | Faith Nathan      | 30     |
| 4    | Naya Tapper       | 30     |
| 4    | Thalia Costa      | 30     |

### Distinctions
| Distinctions         | Joueuse            |
| -------------------- | ------------------ |
| Impact Player        | Charlotte Caslick, |
| Joueuse de la finale | Faith Nathan       |